# Districte de Rangareddy
El districte de Rangareddy (de vegades escrit Ranga Reddy) és una divisió administrativa de l'estat d'Andhra Pradesh a l'Índia.
Fins al 1950 es va dir Atraf-i-balda (Suburbis de la ciutat) i llavors era un districte d'Hyderabad sota el govern del nizam. Posteriorment es va transformar en el districte d'Hyderabad Rural dins d'Andhra Pradesh i finalment va agafar el nom actual que li fou donat per Konda Venkata Ranga Reddy, un patriota hindú i partidari de la separació de Telingana del domini del nizam.
Actualment té una superfície de 7.493 km²,i una població de 3.575.064 habitants (2001).
Està dividit en 37 mandals:
- 1 	Marpalle
- 2 	Mominpet
- 3 	Nawabpet
- 4 	Shankarpalle
- 5 	Malkajgiri
- 6 	Serilingampalle
- 7 	Quthbullapur
- 8 	Medchal
- 9 	Shamirpet
- 10 	Balanagar
- 11 	Keesara
- 12 	Ghatkesar
- 13 	Uppal
- 14 	Hayathnagar
- 15 	Saroornagar
- 16 	Rajendranagar
- 17 	Moinabad
- 18 	Chevella
- 19 	Vikarabad
- 20 	Dharur
- 21 	Bantaram
- 22 	Peddemul
- 23 	Tandur
- 24 	Basheerabad
- 25 	Yelal
- 26 	Doma
- 27 	Gandeed
- 28 	Kulkacharla
- 29 	Pargi
- 30 	Pudur
- 31 	Shabad
- 32 	Shamshabad
- 33 	Maheswaram
- 34 	Ibrahimpatam
- 35 	Manchal
- 36 	Yacharam
- 37 	Kandukur

Per dades geogràfiques i històriques del districte vegeu Atraf-i-balda